# HD 221356
HD 221356 è una stella nana bianco-gialla nella sequenza principale di magnitudine 6,49 situata nella costellazione dell'Aquario. Dista 86 anni luce dal sistema solare.

## Osservazione
Si tratta di una stella situata nell'emisfero celeste australe, ma molto in prossimità dell'equatore celeste; ciò comporta che possa essere osservata da tutte le regioni abitate della Terra senza alcuna difficoltà e che sia invisibile soltanto molto oltre il circolo polare artico. Nell'emisfero sud invece appare circumpolare solo nelle aree più interne del continente antartico. Essendo di magnitudine pari a 6,5, non è osservabile ad occhio nudo; per poterla scorgere è sufficiente comunque anche un binocolo di piccole dimensioni, a patto di avere a disposizione un cielo buio.
Il periodo migliore per la sua osservazione nel cielo serale ricade nei mesi compresi fra fine agosto e dicembre; da entrambi gli emisferi il periodo di visibilità rimane indicativamente lo stesso, grazie alla posizione della stella non lontana dall'equatore celeste.

## Caratteristiche fisiche
La stella è una nana bianco-gialla nella sequenza principale con massa e dimensioni simili al Sole, ed è una stella binaria o multipla. Relativamente lontana, a 12.000 UA ma con un moto proprio comune con A orbita una coppia di oggetti formato da una nana rossa di classe M8V e una nana bruna di classe L3V. Questa coppia, denominata BC, costituisce con A uno dei più larghi sistemi di binarie conosciuti, con un periodo orbitale superiore al milione di anni. B e C, tra loro, sono separate da 0,57 secondi d'arco, che alla distanza alla quale si trovano corrispondono a 14,9 UA, orbitando l'una attorno all'altra in 165 anni.
Oltre a questa coppia, nel 2012 è stata scoperto un oggetto a 12,7 secondi d'arco da A, di classe L1 e massa di ∼0,08 M⊙, che è giusto il limite di massa oltre il quale una stella è in grado di dare inizio nel suo nucleo alla fusione nucleare dell'idrogeno. Per la precisione, D ha una massa appena al di sotto di tale limite, equivalente a 0,079 ± 0,006 M⊙, mentre la sua temperatura superficiale è di 2100–2300 K. Orbita attorno alla principale in circa 5500 anni, da una distanza media di 317 UA.